# Судоверфское сельское поселение
Судоверфское сельское поселение — муниципальное образование в Рыбинском районе Ярославской области.
Административный центр — посёлок Судоверфь.

## География
Поселение с северо-запада примыкает к городу Рыбинск и расположено на правом берегу Волги — южном берегу Рыбинского водохранилища. На западе поселение граничит с Глебовским сельским поселением и посёлком Тихменево (сельское поселение в составе одного посёлка), на юге — c Покровским. Восточный сосед, Каменниковское сельское поселение, отделён Рыбинским водохранилищем. Северный край поселения омывается водами водохранилища, в этом месте очень широкого. Берег сильно изрезан во многих местах, низок и заболочен.
Восточная часть поселения расположена на правом берегу Волги, каким он был ещё до строительства водохранилища. Здесь проходил тракт Рыбинск—Молога. Район был всегда плотно населен, в нём и сейчас проживает большая часть населения. Земли здесь активно использовались для сельского хозяйства и практически лишены лесов. Западная часть, удалённая от берега Волги, — лесная с небольшими полями вокруг деревень, которые тяготеют к автомобильной дороге Рыбинск—Глебово и железной дороге Рыбинск—Сонково. Строительство водохранилища привело к поднятию грунтовых вод и дополнительному заболачиванию лесов.

## История
Судоверфское сельское поселение образовано 1 января 2005 года в соответствии с законом Ярославской области № 65-з от 21 декабря 2004 года «О наименованиях, границах и статусе муниципальных образований Ярославской области», границы сельского поселения установлены в административных границах Макаровского и Судоверфского сельских округов.

## Население
| 2007  | 2010  | 2011  | 2012  | 2013  | 2014  | 2015  |
| ----- | ----- | ----- | ----- | ----- | ----- | ----- |
| 4219  | ↘4059 | ↘4054 | ↗4076 | ↘4057 | ↘3996 | ↘3950 |
| 2016  | 2017  | 2018  | 2019  | 2020  | 2021  |       |
| ↘3916 | ↘3909 | ↗3926 | ↘3909 | ↘3892 | ↗3912 |       |

## Состав сельского поселения
В состав сельского поселения входят 62 населённых пункта. 
| №  | Населённый пункт   | Тип населённого пункта          | Население | Сельский округ |
| -- | ------------------ | ------------------------------- | --------- | -------------- |
| 1  | Александровка      | деревня                         | →2        | Макаровский    |
| 2  | Андроново          | деревня                         | →4        | Макаровский    |
| 3  | Ануфриево          | деревня                         | ↗20       | Макаровский    |
| 4  | Артюшино           | деревня                         | ↘0        | Макаровский    |
| 5  | Архарово           | деревня                         | ↘8        | Макаровский    |
| 6  | Балобаново         | деревня                         | ↘12       | Судоверфский   |
| 7  | Банино             | деревня                         | ↗6        | Макаровский    |
| 8  | Башарово           | деревня                         | →8        | Макаровский    |
| 9  | Болтинское         | деревня                         | ↗12       | Макаровский    |
| 10 | Большое Андрейково | деревня                         | ↗207      | Макаровский    |
| 11 | Большое Паленово   | деревня                         | →2        | Макаровский    |
| 12 | Большой Дор        | деревня                         | ↗15       | Судоверфский   |
| 13 | Бурково            | деревня                         | ↘13       | Макаровский    |
| 14 | Васькино           | деревня                         | ↘0        | Макаровский    |
| 15 | Волково            | деревня                         | ↗3        | Макаровский    |
| 16 | Ворыгино           | деревня                         | ↗5        | Макаровский    |
| 17 | Гаврилково         | деревня                         | →0        | Макаровский    |
| 18 | Глушицы            | деревня                         | →2        | Макаровский    |
| 19 | Гришкино           | деревня                         | ↗5        | Макаровский    |
| 20 | Диково             | деревня                         | ↘12       | Судоверфский   |
| 21 | Дятлово            | деревня                         | ↗8        | Макаровский    |
| 22 | Завражье           | деревня                         | ↘106      | Макаровский    |
| 23 | Залужье            | деревня                         | ↗22       | Судоверфский   |
| 24 | Израили            | деревня                         | ↘9        | Макаровский    |
| 25 | Ильино             | деревня                         | ↗5        | Макаровский    |
| 26 | Каботово           | деревня                         | ↘0        | Макаровский    |
| 27 | Колосово           | деревня                         | ↗8        | Макаровский    |
| 28 | Копосово           | деревня                         | ↗20       | Макаровский    |
| 29 | Коржавино          | деревня                         | ↗3        | Судоверфский   |
| 30 | Коркино            | деревня                         | ↗6        | Макаровский    |
| 31 | Кошелево           | деревня                         | →0        | Макаровский    |
| 32 | Крохино            | деревня                         | →0        | Макаровский    |
| 33 | Куклино            | деревня                         | ↗16       | Макаровский    |
| 34 | Макарово           | деревня                         | ↗32       | Макаровский    |
| 35 | Малинники          | деревня                         | ↗24       | Макаровский    |
| 36 | Малое Андрейково   | деревня                         | ↗11       | Макаровский    |
| 37 | Малое Паленово     | деревня                         | →0        | Макаровский    |
| 38 | Малый Дор          | деревня                         | ↘2        | Судоверфский   |
| 39 | Мешково            | деревня                         | ↗10       | Макаровский    |
| 40 | Нефедово           | деревня                         | ↗7        | Макаровский    |
| 41 | Новый Посёлок      | деревня                         | ↘25       | Судоверфский   |
| 42 | Почесновики        | деревня                         | ↗19       | Макаровский    |
| 43 | Починок            | деревня                         | ↗6        | Макаровский    |
| 44 | Пригорки           | деревня                         | ↗27       | Макаровский    |
| 45 | Пригородная        | деревня                         | ↘12       | Макаровский    |
| 46 | Пруды              | деревня                         | →0        | Макаровский    |
| 47 | Рябухино           | деревня                         | ↘0        | Макаровский    |
| 48 | Савино             | деревня                         | ↗12       | Макаровский    |
| 49 | Свингино           | деревня                         | ↘370      | Судоверфский   |
| 50 | Скорода            | деревня                         | ↘2        | Макаровский    |
| 51 | Спешино            | деревня                         | ↘4        | Макаровский    |
| 52 | Стерлядево         | деревня                         | ↗13       | Макаровский    |
| 53 | Судоверфь          | посёлок, административный центр | ↘2226     | Судоверфский   |
| 54 | Харинская          | деревня                         | ↗6        | Макаровский    |
| 55 | Харитоново         | деревня                         | ↘16       | Макаровский    |
| 56 | Шипулино           | деревня                         | →0        | Макаровский    |
| 57 | Шишкино            | деревня                         | ↘5        | Макаровский    |
| 58 | Шушково            | деревня                         | →0        | Макаровский    |
| 59 | Юбилейный          | посёлок                         | ↘660      | Макаровский    |
| 60 | Юрино              | деревня                         | ↗8        | Макаровский    |
| 61 | Юринский           | разъезд                         | ↘5        | Макаровский    |
| 62 | Якушево            | деревня                         | ↗18       | Судоверфский   |

## Образование и здравоохранение
В поселении имеются две школы. В Судоверфи находится средняя школа, которая носит традиционное название Болтинской. В посёлке Юбилейном находится начальная школа-детский сад. Кроме того, в связи с хорошей транспортной доступностью можно использовать школы в Переборах и других микрорайонах Рыбинска, а также в Тихменево.
Медицинская амбулатория имеется в Судоверфи.

## Транспорт
Транспортное обслуживание в основном осуществляется автобусами. В северо-западном направлении городские автобусы Рыбинска осуществляют рейсы на Переборы, Судоверфь и Свингино. Пригородные маршруты на Ларионово следуют по автомобильной дороге Рыбинск—Глебово. В южной части поселения значительную роль играют и пригородные поезда, доставляющие пассажиров до платформ Юринская, Просвет и станции Тихменево.
Водный транспорт для связи поселения и города не используется, так как шлюзование занимает значительное время. Однако водный транспорт является единственным средством связи с расположенным напротив Юршинским островом, поэтому путь на этот остров лежит от причалов поселения.
Ряд деревень поселения не связаны регулярным транспортом.

## Почта в поселении
Почтовое обслуживание населения ведётся несколькими почтовыми отделениями
- Судоверфь. Почтовое отделение обслуживает в основном Судоверфский сельский округ, то есть северную часть поселения. Кроме того почта в Судоверфи осуществляет трудную задачу обслуживания деревень Юршинского острова, административно, относящегося к Каменниковскому сельскому поселению (летом по воде, зимой по льду, при ледоставе и таянии льда — никак)[16].
- Харитоново. Дислокация отделения очевидно связано со станцией железной дороги Просвет. Обслуживает среднюю часть деревень Макаровского сельского поселения[17].
- Рыбинск-16. Почтовое отделение в микрорайоне Переборы. Кроме микрорайона обслуживает северную, северо-восточную часть деревень Макаровского сельского округа[18].
- Рыбинск-30. Почтовое отделение в городе Рыбинск. Кроме городских улиц обслуживает юго-восточную часть деревень Макаровского сельского округа[19].
- Рыбинск-5. Почтовое отделение в городе Рыбинск. Кроме городских улиц обслуживает деревню Почесновики[20].
- Тихменево. Почтовое отделение в крупном посёлке при железнодорожной станции. Кроме посёлка обслуживает западную часть деревень Макаровского сельского округа и восточную часть деревень Глебовского сельского поселения[21].

## Религия
В настоящее время на территории поселения действуют две православные церкви. Это, по-видимому, все сохранившиеся церкви в данном регионе:
- Церковь Животворящей Троицы в Балобаново
- Церковь Александра Невского вблизи Макарово.